# Шоненгрунд
Шоненгрунд (нім. Schönengrund) — громада  в Швейцарії в кантоні Аппенцелль-Ауссерроден, округ Гінтерланд.

## Географія
Громада розташована на відстані близько 145 км на схід від Берна, 8 км на південний захід від Герізау.
Шоненгрунд має площу 5,2 км², з яких на 4,6% дозволяється будівництво (житлове та будівництво доріг), 65,2% використовуються в сільськогосподарських цілях, 30,2% зайнято лісами, 0% не є продуктивними (річки, льодовики або гори).

## Демографія
2019 року в громаді мешкало 528 осіб (+6,5% порівняно з 2010 роком), іноземців було 5,5%. Густота населення становила 102 осіб/км².
За віковим діапазоном населення розподілялося таким чином: 23,1% — особи молодші 20 років, 58,1% — особи у віці 20—64 років, 18,8% — особи у віці 65 років та старші. Було 220 помешкань (у середньому 2,4 особи в помешканні).
Із загальної кількості 166 працюючих 51 був зайнятий в первинному секторі, 26 — в обробній промисловості, 89 — в галузі послуг.